# آيت وافقا (آيت أوفقا)
آيت وافقا هي إحدى مشيخات المملكة المغربية، تتبع جغرافيا لإقليم تيزنيت وإداريًا لآيت أوفقا. يقدر عدد سكانها بـ 2575 نسمة حسب الإحصاء الرسمي للسكان والسكنى لسنة 2004.